# Денисенко, Дмитрий Павлович
Дмитрий Павлович Денисенко (бел. Дзмітрый Паўлавіч Дзенісенка; род. 23 февраля 2004, Осиповичи, Могилёвская область) — белорусский футболист, полузащитник клуба «Белшина». Выступает на правах аренды в клубе «Осиповичи»

## Карьера

### «Белшина»

#### Начало карьеры
Футбольную карьеру футболист начинал в академии бобруйской «Белшины». С командой 2004 года рождения на турнире памяти Заслуженного тренера Беларуси Щёкина Ивана Игоревича занял первое место и получил приз лучшему игроку турнира. В 2021 году футболист присоединился ко второй команде бобруйского клуба, вместе с которым стал выступать во Второй лиге. По итогу сезона футболист стал лучшим бомбардиром клуба, отличившись 12 забитыми голами. В начале 2022 года футболист стал тренироваться с основной командой клуба. Дебютировал за клуб футболист 20 марта 2022 года в матче против могилёвского «Днепра», выйдя на поле в стартовом составе, однако во втором тайме отправился на скамейку запасных. На протяжении своего дебютного сезона футболист большую часть матчей провёл на скамейке запасных.

#### Сезон 2023
Новый сезон футболист начал 11 марта 2023 года с ответного четвертьфинального матча Кубка Беларуси, где с разгромным счётом уступили борисовскому БАТЭ. Первым матч в рамках чемпионата футболист сыграл 14 апреля 2023 года против «Ислочи», выйдя на замену на 87 минуте. В августа 2023 года футболист подписал с бобруйским клубом новый трёхлетний контракт. На протяжении сезона футболист продолжал выступать за бобруйский клуб лишь в роли игрока замены, также большую часть матчей проведя на скамейке запасных, появляясь на поле лишь под конец основного времени, по итогу результативными действиями не отличившись. По итогу сезона футболист вместе с клубом занял последнее место в чемпионате, вследствие чего вылетел в Первую лигу.

#### Сезон 2024
Первый матч в новом сезоне футболист сыграл 6 апреля 2024 года против «Слонима-2017», выйдя на поле в стартовом составе. В матче 20 апреля 2024 года против гомельского «Бумпрома» футболист отличился своим дебютным забитым голом за клуб. Вскоре футболист, в матче 2 июня 2024 года против «Барановичей», отличился своим первым забитым дублем. Своим следующим забитым дублем за бобруйский клуб футболист отличился 22 июня 2024 года в матче против солигорского «Шахтёра-2». На протяжении сезона футболист выступал за бобруйский клуб в роли одного из ключевых игроков, отличившись 8 забитыми голами и 2 результативными передачами, также став одним из лучших бомбардиров клуба. По итогу сезона футболист вместе с клубом завершили чемпионат на итоговом четвёртом месте.

#### Аренда в «Осиповичи»
В начале 2025 года футболист готовился к сезону с бобруйским клубом. Первый матч за бобруйский клуб в сезоне футболист сыграл 2 марта 2025 года в рамках четвертьфинала Кубка Беларуси против клуба «МЛ Витебск», выйдя на поле в стартовом составе. В апреле 2025 года футболист на правах арендного соглашения присоединился к «Осиповичам» до конца сезона. Дебютировал за клуб футболист 5 апреля 2025 года в матче против могилёвского «Днепра», выйдя на замену в начале второго тайма и отличившись также дебютным забитым голом. В матче 27 апреля 2025 года против «Орши» футболист отличился забитым дублем.

## Международная карьера
В 2017 году вызывался в молодёжную сборную Беларуси до 14 лет для участие в учебно-тренировочном сборе. В марте 2022 года был вызван в юношескую сборную Беларуси до 19 лет.